# Kotromanići
Kotromanići su dinastija koja je vladala srednjovjekovnom Bosnom, isprva kao banovi, a kasnije i kao kraljevi, približno od 1250. do 1463. Podrijetlo joj nije razjašnjeno (postoje različite spekulacije o tom, prikaz kojih se može naći u djelima Mavra Orbinija i Dominika Mandića), prema jednim teorijama je iz krajeva oko Kutine. Moguće je i da potječu iz Dolnjih kraja. Postoji teorija starijih povjesničara da su Kotromanići germanskog podrijetla.
Tijekom cijele vladavine Kotromanići su bili, tješnje ili slabije, vazalski povezani s hrvatsko-ugarskim kraljevima.

## Povijest

### Podrijetlo i uspon
Prvi poznati član dinastije, ban Prijezda I. (o. 1250. - nakon 1287.), bio je rođak i nasljednik bana Mateja Ninoslava. Prijezdu su naslijedili sinovi Prijezda II. i Stjepan I., zvan Kotroman, po kojem je dinastija dobila ime. Banovali su zajedno približno do 1290. godine, a potom je čast bosanskog bana obnašao sam Stjepan. Postoji i teorija da je ban Borić bio predak Kotromanića.
Godine 1301. Kotromanići su izgubili vlast u Bosni u korist hrvatske velikaške obitelji Šubića. Stjepana I. potisnuo je Mladen I. Bribirski, koji je zavladao Bosanskom Banovinom. Nakon višegodišnjeg izgnanstva Stjepana I. naslijedio je sin Stjepan II., kao vazal Mladena II. Bribirskoga. Taj odnos je prekinut nakon bitke kod Blizne 1322., te je Stjepan II. postao vazal izravno hrvatsko-ugarskom kralju Ludoviku Velikom. Za svoje vladavine je znatno proširio svoje posjede. Proširio je svoju vlast na Hum, Usoru i Solima, a 1326. godine iskoristio je feudalnu anarhiju u Hrvatskoj i stekao vlast u Završju (Tropolju). Njegova kći Elizabeta udala se za ugarsko-hrvatskog kralja Ludovika I. Anžuvinca.
Stjepana II. naslijedio je nećak Tvrtko I. (ban 1353. – 1377. i kralj 1377. – 1391.), najistaknutiji vladar dinastije. Od vremena njegove vladavine plemićki sabor (stanak) je birao vladare isključivo iz roda Kotromanića. U savezu s kraljem Ludovikom I. i srpskim knezom Lazarom Hrabljenovićem, Tvrtko je porazio moćnog srpskog velikaša Nikolu Altomanovića te preuzeo zapadni dio njegovih oblasti s Polimljem, te gornje Podrinje, Gacko i još neka mjesta, a 1377. zauzeo je Trebinje, Konavle i Dračevicu, te se proglasio kraljem Bosne i Srba. Sredinom 1390. proširio je vlast na većinu Dalmacije, osim Zadra, te se okitio naslovom kralja Hrvatske i Dalmacije.
Za Tvrtkova nasljednika Stjepana Dabiše (1391. – 1395.) ojačala je moć drugih velikaša Hrvoja Vukčića Hrvatinića, Pavla Radinovića i Sandalja Hranića Kosače, koji su utjecali na izbor pojedinih vladara u Bosni. Godine 1393., Dabiša je u Đakovu morao sklopiti ugovor o nasljeđivanju s hrvatsko-ugarskim kraljem Žigmundom, kojim su njegovi posjedi smanjeni, a ostatak je nakon njegove smrti trebao izravno pripasti hrvatsko-ugarskom kralju te se morao odreći pretenzija na hrvatsku krunu. Nakon kratke vladavine Dabišine udovice Jelene Grube (1395. – 1398.), na prijestolje u Bosni su došli Stjepan Ostoja (1398. – 1404., 1409. – 1418.), Tvrtko II. Tvrtković (1404. – 1409., 1421. – 1443.), Stjepan Ostojić (1418. – 1421.) te Stjepan Tomaš Kotromanić (1443. – 1461.).
Za vladavine Stjepana Tomaša došlo je do unutrašnjeg sukoba s moćnim velikašom Stjepanom Vukčićem Kosačom, kojeg je primirila tek osmanska opasnost, ali samo nakratko.

### Pad dinastije
Tomaša je naslijedio sin Stjepan Tomašević (1461. – 1463.) koji je dvor preselio iz Trstivnice (Kraljeva Sutjeska) u Jajce zbog neprestane osmanske prijetnje. Suočen s osmanskom opasnošću, kralj je zatražio pomoć i krunu od pape Pija II. koji je u studenom 1461. poslao izaslanike u Jajce da okrune Stjepana Tomaševića.
Godine 1462. sklopio je savez s kraljem Matijašem Korvinom i uskratio plaćanje danka sultanu. Na to je sultan Mehmed II. Osvajač, na proljeće 1463. godine poslao vojsku u Bosnu. Stjepan je pobjegao s dvorom iz Jajca u Ključ, kojeg je osmanska vojska opsjela. Nakon predaje, Turci su pogubili Stjepana i njegovog strica Radivoja Ostojića, a dinastija Kotromanića nestala je osmanskim osvajanjem njihovih posjeda u središnjoj Bosni. Stjepanova maćeha Katarina Kosača i njegova supruga kraljica Mara pobjegli su u Hrvatsku i Dalmaciju; njegovu djecu, Žigmunda i Katarinu su zarobili Turci, te ih odveli zajedno s oko 100.000 robova. Žigmund Kotromanić Tomašević, koji je u vrijeme pada središnje Bosne vjerojatno imao između 7 i 12 godina, postao je musliman i (pod imenom Ishak-beg) postao visoki osmanski časnik i državni dužnosnik.
Godine 1465. sultan je, nasuprot bosanskom kralju i banu Nikoli Iločkom, kojeg je imenovao kralj Matijaš Korvin, na vlast u središnjoj Bosni postavio Matiju Radivojevića, sina Radivoja Kotromanića, koji se kao osmanski eksponent zadržao na vlasti do oko 1471. godine.

## Posjedi
Glavni posjedi nalazili su im se u Vrhbosni do Vranduka i u župi Lašvi, koju su darovali Hrvatinićima. Od značajnijih gradova posjedovali su Visoko, Sutjesku, Bobovac, Fojnicu i Kreševo, te okolna rudarska naselja. Smrću Hrvoja Vukčića Hrvatinića stekli su Plivsku i Lučku župu s Jajcem, u kojem su stolovala 2 posljednja kralja Bosne.